# Akbarh Arreola
Akbarh Omar Arreola Jiménez (Tijuana, Baja California; 14 de enero de 1983) es un artista marcial mixto mexicano retirado que compitió en la división de peso ligero del Ultimate Fighting Championship. También fue el primer campeón peso wélter de Ultimate Warrior Challenge México en la historia y el segundo doble campeón de la esta promoción, tras ganar el título de peso ligero.

## Carrera de artes marciales mixtas

### Carrera temprana
Arreola inició su carrera en MMA profesional en 2002 en promociones regionales mexicanas. En 20 peleas, consiguió un récord de 15-4-1 antes de arribar a la naciente UWC México en 2009.

### Ultimate Warrior Challenge México

#### Llegada y Campeonato de Peso Wélter
Arreola fue programado para enfrentar a Adam Lehman en una pelea para coronar al primer campeón wélter en UWC. La pelea se llevó a cabo en UWC México 2 el 30 de mayo de 2009, donde Arreola logró que Lehman se rindiese con un triangle choke en cuestión de 49 segundos y así ser el campeón.
En su primera defensa titular, Arreola enfrentó a Matt Lagler el 24 de abril de 2010 en UWC México 6. Ganó la pelea por sumisión en el segundo asalto.
Arreola se enfrentó a Jorge López el 16 de octubre de 2010 en UWC México 8. Ganó la pelea por nocaut técnico en el segundo asalto, reteniendo nuevamente su título.

### Ultimate Fighting Championship
Arreola hizo su debut promocional contra Tiago Trator el 26 de julio de 2014 en UFC on Fox 12. Perdió la pelea por decisión unánime.
En su segunda pelea en UFC, Arreola se enfrentó a Yves Edwards el 22 de noviembre de 2014 en UFC Fight Night 57.  Ganó la pelea por sumisión en el primera asalto.
Arreola se enfrentó a Francisco Trinaldo el 21 de marzo de 2015 en UFC Fight Night 62. Perdió la pelea por decisión unánime.
Arreola se enfrentó a Jake Matthews el 15 de noviembre de 2015 en UFC 193. Perdió la pelea por nocaut técnico (detención médica) después del segundo asalto y posteriormente fue liberado de la promoción después de la derrota.
El 26 de abril de 2016, Arreola anunció su retiro de las artes marciales mixtas.

## Campeonatos y logros
- Ultimate Warrior Challenge México
  - Campeonato de Peso Wélter de UWC (una vez, primero)
  - Campeonato de Peso Ligero de UWC (una vez)

- Maximum Cage Fighting
  - Campeonato de Peso Wélter de MMAX Fights (una vez)

## Récord en artes marciales mixtas
| Récord profesional | Récord profesional | Récord profesional |
| 38 peleas          | 26 victorias       | 11 derrotas        |
| ------------------ | ------------------ | ------------------ |
| Nocaut             | 5                  | 7                  |
| Sumisión           | 20                 | 0                  |
| Decisión           | 1                  | 4                  |
| Empate             | 1                  | 1                  |

| Resultado | Récord  | Oponente                   | Método                      | Evento                             | Fecha                    | Ronda | Tiempo | Localización         | Notas                                         |
| --------- | ------- | -------------------------- | --------------------------- | ---------------------------------- | ------------------------ | ----- | ------ | -------------------- | --------------------------------------------- |
| Victoria  | 26–11–1 | Walter Luna                | Sumisión (armbar)           | UWC México 35                      | 24 de junio de 2022      | 1     | 2:16   | Tijuana              |                                               |
| Victoria  | 25–11–1 | Gammaliel Escarrega        | Sumisión (heel hook)        | UWC México 20                      | 24 de agosto de 2019     | 1     | 3:41   | Tijuana              | Ganó el Campeonato de Peso Ligero de UWC.     |
| Derrota   | 24–11–1 | Kazuki Tokudome            | TKO (golpes)                | Pancrase 277                       | 24 de abril de 2016      | 1     | 4:59   | Tokio                | Por el Campeonato de Peso Ligero de Pancrase. |
| Derrota   | 24–10–1 | Jake Matthews              | TKO                         | UFC 193                            | 15 de noviembre de 2015  | 2     | 5:00   | Melbourne            |                                               |
| Derrota   | 24–9–1  | Francisco Trinaldo         | Decisión (unánime)          | UFC Fight Night: Maia vs. LaFlare  | 21 de marzo de 2015      | 3     | 5:00   | Río de Janeiro       |                                               |
| Victoria  | 24–8–1  | Yves Edwards               | Sumisión (armbar)           | UFC Fight Night: Edgar vs. Swanson | 22 de noviembre de 2014  | 1     | 1:52   | Austin, Texas        |                                               |
| Derrota   | 23–8–1  | Tiago Trator               | Decisión (unánime)          | UFC on Fox: Lawler vs. Brown       | 26 de julio de 2014      | 3     | 5:00   | San José, California |                                               |
| Victoria  | 23–7–1  | Alejandro Solano Rodríguez | Sumisión (rear-naked choke) | CRMMA: Costa Rica MMA 1            | 22 de marzo de 2014      | 2     | 1:42   | Heredia              |                                               |
| Victoria  | 22–7–1  | Jason Meaders              | Sumisión (armbar)           | SCMMA 3: Fight to the End          | 7 de septiembre de 2013  | 1     | 1:06   | Ontario, California  |                                               |
| Victoria  | 21–7–1  | Juan Voelker               | Sumisión (armbar)           | UWC México 13                      | 2 de marzo de 2013       | 1     | 3:04   | Tijuana              |                                               |
| Derrota   | 20–7–1  | Juan Puig                  | TKO (golpes)                | Xtreme Kombat 17                   | 21 de septiembre de 2012 | 1     | 4:46   | Ciudad de México     |                                               |
| Derrota   | 20–6–1  | Ronys Torres               | Decisión (unánime)          | Shooto Brazil 25                   | 25 de agosto de 2011     | 3     | 5:00   | Río de Janeiro       |                                               |
| Victoria  | 20–5–1  | Gilberto Aguilar           | Sumisión (triangle choke)   | UWC México 10                      | 25 de junio de 2011      | 1     | 1:25   | Tijuana              |                                               |
| Victoria  | 19–5–1  | Carlos Torres              | KO (golpe)                  | UWC México 9                       | 26 de marzo de 2011      | 1     | 2:34   | Tijuana              |                                               |
| Victoria  | 18–5–1  | Jorge López                | TKO (golpes)                | UWC México 8                       | 16 de octubre de 2010    | 2     | 4:47   | Tijuana              | Defendió el Campeonato de Peso Wélter de UWC. |
| Victoria  | 17–5–1  | Matt Lagler                | Sumisión (armbar)           | UWC México 6                       | 24 de abril de 2010      | 2     | 4:07   | Tijuana              | Defendió el Campeonato de Peso Wélter de UWC. |
| Derrota   | 16–5–1  | Brent Weedman              | TKO (golpes)                | MMA Xtreme 23                      | 15 de agosto de 2009     | 2     | 0:42   | Cancún               |                                               |
| Victoria  | 16–4–1  | Adam Lehman                | Sumisión (triangle choke)   | UWC México 2                       | 30 de mayo de 2009       | 1     | 0:49   | Tijuana              | Ganó el Campeonato de Peso Wélter de UWC.     |
| Victoria  | 15–4–1  | Luciano Correa             | TKO (esquina superior)      | MMA Xtreme 21                      | 19 de abril de 2008      | 2     | 5:00   | Ciudad de México     |                                               |
| Victoria  | 14–4–1  | David Gardner              | Decisión (dividida)         | MMA Xtreme 18                      | 26 de enero de 2008      | 3     | 5:00   | Tijuana              |                                               |
| Victoria  | 13–4–1  | Gabe Ruediger              | Sumisión (kimura)           | MMA Xtreme 15                      | 16 de noviembre de 2007  | 1     | 2:03   | Ciudad de México     |                                               |
| Victoria  | 12–4–1  | Mike Tseng                 | Sumisión (triangle choke)   | MMA Xtreme 12                      | 30 de junio de 2007      | 1     | 1:43   | Mexicali             |                                               |
| Victoria  | 11–4–1  | Marquis McKnight           | TKO                         | MMA Xtreme 9                       | 3 de marzo de 2007       | 1     | 0:00   | Tijuana              |                                               |
| Victoria  | 10–4–1  | Lucas Factor               | Sumisión (armbar)           | MMA Xtreme 7                       | 11 de noviembre de 2006  | 1     | N/A    | Tijuana              |                                               |
| Victoria  | 9–4–1   | Jose Luis Cocafuego        | Sumisión (triangle choke)   | MMA Xtreme 6                       | 27 de octubre de 2006    | 1     | 0:00   | Tijuana              |                                               |
| Victoria  | 8–4–1   | Hajime Ohara               | Sumisión (armbar)           | MMA Xtreme 4                       | 19 de agosto de 2006     | 1     | N/A    | Tijuana              |                                               |
| Victoria  | 7–4–1   | Kasuchina Okada            | Sumisión (choke)            | MMA Xtreme 3                       | 3 de junio de 2006       | 1     | 0:00   | Tijuana              |                                               |
| Victoria  | 6–4–1   | Jude Gonzales              | Sumisión (triangle choke)   | MMA Xtreme 1                       | 25 de marzo de 2006      | 1     | N/A    | Tijuana              |                                               |
| Derrota   | 5–4–1   | Toby Imada                 | Decisión (unánime)          | Total Combat 12                    | 17 de diciembre de 2005  | 3     | 5:00   | Tijuana              |                                               |
| Derrota   | 5–3–1   | Toby Imada                 | TKO (esquina superior)      | Total Combat 9                     | 30 de julio de 2005      | 2     | 5:00   | Tijuana              |                                               |
| Empate    | 5–2–1   | Antonio McKee              | Empate                      | Crown Fighting 1                   | 4 de septiembre de 2004  | 2     | 5:00   | Rosarito             |                                               |
| Derrota   | 5–2     | Mac Danzig                 | TKO (golpes)                | RM 5: Road to the Championship     | 27 de junio de 2004      | 1     | 1:22   | Tijuana              |                                               |
| Victoria  | 5–1     | Steve Barnett              | Sumisión (triangle choke)   | Total Combat 3                     | 30 de mayo de 2004       | 1     | 0:50   | Tijuana              |                                               |
| Victoria  | 4–1     | Alex Ramírez               | Sumisión (triangle choke)   | RM 4: Beat Down in Baja            | 14 de septiembre de 2003 | 2     | 3:22   | Tijuana              |                                               |
| Victoria  | 3–1     | Angel Santibañez           | Sumisión (kimura)           | Extreme International Evolution    | 2 de agosto de 2003      | 1     | 1:02   | Ensenada             |                                               |
| Victoria  | 2–1     | Héctor Carrillo            | Sumisión (triangle choke)   | RM 3: Reto Maximo 3                | 14 de marzo de 2003      | 1     | 1:07   | Tijuana              |                                               |
| Victoria  | 1–1     | Fernando Zatarain          | KO                          | RM 2: Reto Maximo 2                | 8 de diciembre de 2002   | 1     | 0:14   | Tijuana              |                                               |
| Derrota   | 0–1     | Ricardo Corrales           | TKO (esquina superior)      | RM 1: Reto Maximo 1                | 8 de septiembre de 2002  | 1     | 5:00   | Tijuana              |                                               |